# Discografia de Daniela Mercury
A discografia de Daniela Mercury, cantora e compositora brasileira de axé music e MPB, compreende onze álbuns de estúdio, seis álbuns ao vivo e cinco coletâneas lançadas desde o início de sua carreira solo em 1991, após passar pelos grupos Banda Eva e Companhia Clic entre 1986 e 1991. Neste ano, lançou seu álbum de estreia homônimo pela gravadora Eldorado, que produziu os singles "Swing da Cor" e "Menino do Pelô", este último com participação do Olodum. O disco foi certificado com disco de platina pela Associação Brasileira de Produtores de Discos (ABPD). No ano seguinte, assinou um contrato com a Sony Music e, através desta, lançou o seu segundo álbum solo, O Canto da Cidade. O álbum vendeu mais de três milhões de cópias mundialmente e produziu sucessos como "O Mais Belo dos Belos", "Batuque", "Você Não Entende Nada" e a faixa-título.
Em 1994 a cantora lançou seu terceiro disco, Música de Rua e, em 1996, Feijão com Arroz, seu álbum de maior sucesso, que trazia as canções "À Primeira Vista", "Nobre Vagabundo" e "Rapunzel". Em 2000 lançou Sol da Liberdade e produziu os hits "Ilê Pérola Negra" e "Como Vai Você ". No ano seguinte, pela mesma gravadora, Daniela lançou o álbum Sou de Qualquer Lugar com um repertório mais pop, embalado por "Mutante", versão de Rita Lee. Em 2003 Daniela, ainda pela BMG, Daniela lançou seu segundo álbum (e primeiro DVD) gravado ao vivo, MTV ao Vivo - Eletrodoméstico. No ano seguinte, lançou Carnaval Eletrônico, seu sétimo álbum de estúdio, que trouxe "Maimbê Dandá", sucesso do Carnaval daquele ano.
Em 2005, pela Som Livre, a cantora lançou seu terceiro álbum ao vivo e o primeiro acústico, Clássica. Diferentemente dos dois discos ao vivo lançados anteriormente, este foi gravado na cidade de São Paulo e não trouxe nenhum registro de axé, sendo focado na MPB. Em 2006, pela EMI, a cantora lançou seu terceiro DVD, Baile Barroco, gravado durante o desfile de seu bloco de carnaval pelas ruas de Salvador no ano anterior. No mesmo ano, Daniela lançou seu quarto álbum ao vivo, Balé Mulato - Ao Vivo. O disco rendeu à cantora seu primeiro Grammy Latino, na categoria Melhor Álbum de Música Regional ou de Raízes Brasileiras. Em 2009 lançou Canibália e, no ano seguinte, sua versão ao vivo, Canibália: Ritmos do Brasil.
Em 2015 Daniela assinou contrato de distribuição com a Biscoito Fino e lançou seu décimo álbum de estúdio solo, Vinil Virtual. Em 2017, Daniela lançou o EP Tri Eletro, que produziu o single "Banzeiro", canção originalmente interpretada por Dona Onete.

## Álbuns

### Álbuns de estúdio
| Álbum                                                           | Detalhes                                                                                         | Melhores posições | Melhores posições | Vendas                              | Certificações                       |
| Álbum                                                           | Detalhes                                                                                         | ESP               | POR               | Vendas                              | Certificações                       |
| --------------------------------------------------------------- | ------------------------------------------------------------------------------------------------ | ----------------- | ----------------- | ----------------------------------- | ----------------------------------- |
| Daniela Mercury                                                 | - Lançamento: 2 de setembro de 1991 - Formatos: CD, LP, cassete - Gravadora: Eldorado            | —                 | —                 | - : 500.000                         | - PMB: Platina                      |
| O Canto da Cidade                                               | - Lançamento: 20 de setembro de 1992 - Formatos: CD, LP, cassete - Gravadora: Sony               | —                 | —                 | - : 3.000.000                       | - PMB: Diamante - CAPIF: Ouro       |
| Música de Rua                                                   | - Lançamento: 2 de agosto de 1994 - Formatos: CD, cassete - Gravadora: Sony                      | —                 | —                 | - : 500.000                         | - PMB: 2× Platina                   |
| Feijão com Arroz                                                | - Lançamento: 13 de setembro de 1996 - Formatos: CD, cassete - Gravadora: Sony                   | —                 | —                 | - : 800.000 - : 300.000 - : 270.000 | - PMB: 2× Platina - AFP: 6× Platina |
| Sol da Liberdade                                                | - Lançamento: 15 de março de 2000 - Formatos: CD - Gravadora: BMG • Ariola                       | —                 | —                 | - : 170.000 - : 500.000             | - PMB: Platina                      |
| Sou de Qualquer Lugar                                           | - Lançamento: 8 de outubro de 2001 - Formatos: CD - Gravadora: BMG • Ariola                      | —                 | —                 | - : 100.000                         | - PMB: Ouro                         |
| Carnaval Eletrônico                                             | - Lançamento: 15 de fevereiro de 2004 - Formatos: CD - Gravadora: EMI                            | 79                | —                 | - : 100.000                         |                                     |
| Balé Mulato                                                     | - Lançamento: 25 de outubro de 2005 - Gravadora: EMI - Formatos: CD                              | —                 | 2                 | - : 100.000                         | - PMB: Ouro                         |
| Canibália                                                       | - Lançamento: 23 de outubro de 2009 - Formatos: CD, download digital - Gravadora: Sony           | —                 | —                 | - : 50.000                          |                                     |
| Daniela Mercury & Cabeça de Nós Todos (com Cabeça de Nós Todos) | - Lançamento: 1 de dezembro de 2013 - Formatos: CD, download digital - Gravadora: Eldorado       | —                 | —                 |                                     |                                     |
| Vinil Virtual                                                   | - Lançamento: 27 de novembro de 2015 - Formatos: CD, download digital - Gravadora: Biscoito Fino | —                 | —                 |                                     |                                     |
| Perfume                                                         | - Lançamento: 10 de janeiro de 2020 - Formatos: download digital, CD - Gravadora: Páginas do Mar | —                 | —                 |                                     |                                     |
| Baiana                                                          | - Lançamento: 2 de dezembro 2022 - Formatos: download digital, CD - Gravadora: Páginas do Mar    | -                 | -                 |                                     |                                     |

### Álbuns ao vivo
| Álbum                                | Detalhes                                                                                         | Melhores posições | Vendas      | Certificações  |
| Álbum                                | Detalhes                                                                                         | POR               | Vendas      | Certificações  |
| ------------------------------------ | ------------------------------------------------------------------------------------------------ | ----------------- | ----------- | -------------- |
| Elétrica                             | - Lançamento: 5 de outubro de 1998 - Formatos: CD - Gravadora: Sony                              | 23                | - : 500.000 | - AFP: Platina |
| MTV Ao Vivo - Eletrodoméstico        | - Lançamento: 3 de abril de 2003 - Formatos: CD - Gravadora: BMG • Ariola                        | —                 |             |                |
| Clássica                             | - Lançamento: 27 de setembro de 2005 - Formatos: CD - Gravadora: Som Livre                       | —                 |             |                |
| Balé Mulato - Ao Vivo                | - Lançamento: 21 de novembro de 2006 - Formatos: CD - Gravadora: EMI                             | —                 |             |                |
| Canibália: Ritmos do Brasil          | - Lançamento: 25 de novembro de 2011 - Formatos: CD, download digital - Gravadora: Sony          | —                 |             |                |
| O Axé, a Voz e o Violão              | - Lançamento: 30 de setembro de 2016 - Formatos: CD, download digital - Gravadora: Biscoito Fino | —                 |             |                |
| Eu sou o Carnaval                    | - Lançamento: 14 de dezembro 2023 - Formatos: download digital, CD - Gravadora: Páginas do Mar   |                   |             |                |
| 40 Anos de Axé - Ao Vivo na Apoteose | - Lançamento: 13 de dezembro 2024 - Formatos: download digital, CD - Gravadora: Páginas do Mar   |                   |             |                |

### Extended plays(EPs)
| Álbum      | Detalhes                                                                                       |
| ---------- | ---------------------------------------------------------------------------------------------- |
| Tri Eletro | - Lançamento: 6 de outubro de 2017 - Formatos: EP, download digital - Gravadora: Biscoito Fino |

### Coletâneas
| Álbum                          | Detalhes                                                                             |
| ------------------------------ | ------------------------------------------------------------------------------------ |
| Swing Tropical: Grandes Êxitos | - Lançamento: 12 de janeiro de 2000 - Formatos: CD - Gravadora: Sony                 |
| 20 Grandes Êxitos              | - Lançamento: 18 de abril de 1999 - Formatos: CD - Gravadora: Sony                   |
| Vinteum: 21 Grandes Sucessos   | - Lançamento: 14 de agosto de 2000 - Formatos: CD - Gravadora: Sony                  |
| Grandes Sucessos               | - Lançamento: 1 de dezembro de 2001 - Formatos: CD - Gravadora: Sony                 |
| O Canto da Cidade - 15 Anos    | - Lançamento: 27 de março de 2008 - Formatos: CD, download digital - Gravadora: Sony |

### Álbuns de vídeo
| Álbum                                | Detalhes                                                                                          | Vendas     | Certificações |
| ------------------------------------ | ------------------------------------------------------------------------------------------------- | ---------- | ------------- |
| MTV Ao Vivo - Eletrodoméstico        | - Lançamento: 3 de abril de 2003 - Formatos: CD - Gravadora: BMG                                  | - : 50.000 | - PMB: Ouro   |
| Clássica                             | - Lançamento: 27 de setembro de 2005 - Formatos: CD - Gravadora: Som Livre                        |            |               |
| Baile Barroco                        | - Lançamento: 2 de janeiro de 2006 - Formatos: DVD - Gravadora: EMI                               |            |               |
| Balé Mulato - Ao Vivo                | - Lançamento: 21 de novembro de 2006 - Formatos: CD - Gravadora: EMI                              |            |               |
| Canibália: Ritmos do Brasil          | - Lançamento: 25 de novembro de 2011 - Formatos: CD, download digital - Gravadora: Som Livre      |            |               |
| O Axé, a Voz e o Violão              | - Lançamento: 30 de setembro 2016 - Formatos: CD, "download" digital - Gravadora: Biscoito Fino   |            |               |
| Eu sou o Carnaval                    | - Lançamento: 14 de dezembro de 2023 - Formatos: download digital, CD - Gravadora: Páginas do Mar |            |               |
| 40 Anos de Axé - Ao Vivo na Apoteose | - Lançamento: 13 de dezembro de 2024 - Formatos: download digital, CD - Gravadora: Páginas do Mar |            |               |

## Singles

### Como artista principal
| Título                                           | Ano  | Melhores posições | Melhores posições | Álbum                                 |
| Título                                           | Ano  | FRA               | BRA Salvador      | Álbum                                 |
| ------------------------------------------------ | ---- | ----------------- | ----------------- | ------------------------------------- |
| "Swing da Cor"                                   | 1991 | —                 | —                 | Daniela Mercury                       |
| "Menino do Pelô" (part. Olodum)                  | 1992 | —                 | —                 | Daniela Mercury                       |
| "O Canto da Cidade"                              | 1992 | —                 | —                 | O Canto da Cidade                     |
| "O Mais Belo dos Belos"                          | 1992 | —                 | —                 | O Canto da Cidade                     |
| "Batuque"                                        | 1993 | —                 | —                 | O Canto da Cidade                     |
| "Você Não Entende Nada"                          | 1993 | —                 | —                 | O Canto da Cidade                     |
| "Só pra Te Mostrar" (part. Herbert Vianna)       | 1993 | —                 | —                 | O Canto da Cidade                     |
| "Música de Rua"                                  | 1994 | —                 | —                 | Música de Rua                         |
| "O Reggae e o Mar"                               | 1994 | —                 | —                 | Música de Rua                         |
| "Domingo no Candeal"                             | 1995 | —                 | —                 | Música de Rua                         |
| "Por Amor ao Ilê"                                | 1995 | —                 | —                 | Música de Rua                         |
| "À Primeira Vista"                               | 1996 | —                 | —                 | Feijão com Arroz                      |
| "Rapunzel"                                       | 1997 | 8                 | —                 | Feijão com Arroz                      |
| "Nobre Vagabundo"                                | 1997 | —                 | —                 | Feijão com Arroz                      |
| "Minas com Bahia" (part. Samuel Rosa)            | 1997 | —                 | —                 | Feijão com Arroz                      |
| "Feijão de Corda"                                |      | —                 | —                 | Feijão com Arroz                      |
| "Vai Chover"                                     |      | -                 | -                 |                                       |
| "Trio Metal"                                     | 1998 | —                 | —                 | Elétrica                              |
| "Terra Festeira"                                 |      | —                 | —                 | Elétrica                              |
| "Ilê Pérola Negra (O Canto do Negro)"            | 2000 | —                 | —                 | Sol da Liberdade                      |
| "Santa Helena"                                   | 2000 | —                 | —                 | Sol da Liberdade                      |
| "Como Vai Você"                                  | 2000 | —                 | —                 | Sol da Liberdade                      |
| "Beat Lamento"                                   | 2001 | —                 | —                 | Sou de Qualquer Lugar                 |
| "Mutante"                                        | 2002 | —                 | —                 | Sou de Qualquer Lugar                 |
| "Estrelas" (part. Toni Garrido)                  | 2002 | —                 | —                 | Sou de Qualquer Lugar                 |
| "Dona da Banca"                                  | 2003 | —                 | —                 | MTV Ao Vivo - Eletrodoméstico         |
| "Meu Plano"                                      | 2003 | —                 | —                 | MTV Ao Vivo - Eletrodoméstico         |
| "Para de Chorar"                                 | 2003 | —                 | —                 | MTV Ao Vivo - Eletrodoméstico         |
| "Maimbê Dandá" (part. Carlinhos Brown)           | 2004 | —                 | —                 | Carnaval Eletrônico                   |
| "Amor de Carnaval"                               | 2004 | —                 | —                 | Carnaval Eletrônico                   |
| "Vou Batê Pra Tu" (part. Zé Pedro)               | 2004 | —                 | —                 | Carnaval Eletrônico                   |
| "Olha o Ghandi Aí"                               | 2005 | —                 | —                 | Balé Mulato                           |
| "Aeromoça"                                       | 2005 | —                 | —                 | Clássica                              |
| "Topo do Mundo"                                  | 2005 | —                 | —                 | Balé Mulato                           |
| "Levada Brasileira"                              | 2006 | —                 | —                 | Balé Mulato                           |
| "Quero à Felicidade" (part. Jammil e Uma Noites) | 2006 | —                 | —                 | Balé Mulato - Ao Vivo                 |
| "Preta" (part. Seu Jorge)                        | 2007 | —                 | —                 | Canibália                             |
| "Oyá por Nós" (part. Margareth Menezes)          | 2009 | —                 | —                 | Canibália                             |
| "Sol do Sul"                                     | 2009 | —                 | —                 | Canibália                             |
| "Andarilho Encantado"                            | 2010 | —                 | —                 | Canibália                             |
| "É Carnaval"                                     | 2010 | —                 | 3                 | Canibália: Ritmos do Brasil           |
| "Iluminado"                                      | 2011 | —                 | —                 | Canibália: Ritmos do Brasil           |
| "Quero Ver o Mundo Sambar"                       | 2011 | —                 | —                 | Canibália: Ritmos do Brasil           |
| "Santana dos Olhos D'Agua"                       | 2012 | —                 | —                 | Não adicionado à nenhum álbum         |
| "Alma Feminina" (com Cabeça de Nós Todos)        | 2012 | —                 | —                 | Daniela Mercury & Cabeça de Nós Todos |
| "Couchê" (com Cabeça de Nós Todos)               | 2013 | —                 | —                 | Daniela Mercury & Cabeça de Nós Todos |
| "A Rainha do Axé (Rainha Má)"                    | 2014 | —                 | —                 | Vinil Virtual                         |
| "Cidade da Música"                               | 2016 | —                 | —                 | Não adicionado à nenhum álbum         |
| "Superhomem, a Canção"                           | 2016 | —                 | —                 | O Axé, a Voz e o Violão               |
| "Isso É pra Mim" (part. Pitty e Gaby Amarantos)  | 2017 | —                 | —                 | Não adicionado à nenhum álbum         |
| "Banzeiro"                                       | 2017 | —                 | —                 | Tri Eletro                            |
| "Samba Presidente" (part. Márcio Victor)         | 2018 | —                 | —                 | Tri Eletro                            |
| "Pagode Divino"                                  | 2018 | —                 | —                 | Perfume                               |
| "Pantera Negra Deusa"                            | 2018 | —                 | —                 | Perfume                               |
| "É Proibido Carnaval" (part. Caetano Veloso)     | 2019 | —                 | —                 | Perfume                               |
| "Duas Leoas" (part. Malu Verçosa)                | 2019 | —                 | —                 | Perfume                               |
|                                                  | 2019 |                   |                   | Perfume                               |
| "Rainha da Balbúrdia"                            | —    | —                 |                   | Perfume                               |
|                                                  |      |                   |                   |                                       |
| "Confete e Serpentina"                           |      | -                 | -                 |                                       |
|                                                  |      |                   |                   |                                       |
| "Quando o Carnaval Chegar" feat. Gal Costa       | 2021 | -                 | -                 |                                       |
|                                                  |      |                   |                   |                                       |
| "As Rendas do Mar"                               |      | -                 | -                 |                                       |
|                                                  |      |                   |                   |                                       |
| "O Samba Não Pode Esperar"                       | 2022 | -                 | -                 |                                       |
|                                                  |      |                   |                   |                                       |
| "Soteropolitanamente na Moral"                   |      | -                 | -                 |                                       |
|                                                  |      |                   |                   |                                       |
| "Meu Corpo Treme" feat. Rachel Reis              | 2025 | -                 | -                 |                                       |
|                                                  |      |                   |                   |                                       |
| "Axé é Salvador"                                 |      | -                 | -                 |                                       |
|                                                  |      |                   |                   |                                       |

### Como artista convidada
| Título | Ano                           | Álbum                         |
| --- | ----------------------------- | ----------------------------- |
| "We Are the World of Carnaval" (com vários artistas)                                                                                   | 1988                          | Não adicionado à nenhum álbum |
| "Cai Dentro" (Margareth Menezes part. Ivete Sangalo e Daniela Mercury)                                                                 | 2003                          | Afropopbrasileiro             |
| "Pan Americana" | 2004                          | ''MTV Ao Vivo''               |
| "Anjo" (Banda Eva part. Daniela Mercury)                                                                                               | 2006                          | Banda Eva 25 Anos Ao Vivo     |
| "Parente do Avião" (Carlinhos Brown part. Ivete Sangalo, Daniela Mercury, Margareth Menezes, Claudia Leitte, Armandinho e Luiz Caldas) |                               |                               |
| "Cidade Elétrica" | 2008                          | ''Ao Vivo em Copacabana''     |
| "Uma Noite e Meia" | ''Cheiro de Amor Acústico''   |                               |
| 2010 | Não adicionado à nenhum álbum |                               |
| "Raiz de Todo Bem" (com Artistas pelos 30 Anos de Axé)                                                                                 | Não adicionado à nenhum álbum | 2014                          |
| "A Casa ao Lado" (Pablo part. Daniela Mercury)                                                                                         | Arrocha Brasil                | 2014                          |

### Singlespromocionais
| Título                                             | Ano  | Álbum                          |   |
| -------------------------------------------------- | ---- | ------------------------------ | - |
| "País Tropical"                                    | 1998 | Swing Tropical: Grandes Êxitos |   |
| "O que é que a Baiana Tem?" (part. Carmem Miranda) | 2009 | Canibália                      |   |
| "Filhos do Arco-Íris" (com vários artistas[A])     | 2017 | Não adicionado à nenhum álbum  |   |
| "O Hino da Torcida nº 1" (com Dennis DJ)           | 2018 | Não adicionado à nenhum álbum  |   |
| "Longínquo Longe" feat: Gabriel Mercury            | 2019 | -                              | - |
| "Triatro"                                          |      | Perfume                        |   |
| "Imagine"                                          |      | Perfume                        |   |
| "Toda Forma de Amor"                               | 2020 | -                              | - |
| "Apesar de Você"                                   | -    | -                              |   |
| "Milla"                                            | 2021 | -                              | - |
|                                                    |      |                                |   |

## Outras aparições
| Título                              | Ano  | Outro(s) artista(s) | Álbum                       |
| ----------------------------------- | ---- | --- | --------------------------- |
| "Sempre Te Quis"                    | 1994 | — | Quatro por Quatro           |
| "Se Eu Não Te Encontrasse"          | 1995 | Jon Secada | Pocahontas                  |
| "Cores do Vento"                    | 1995 | — | Pocahontas                  |
| "Alegria, Alegria"                  | 1997 | — | Tropicália - 30 anos        |
| "Seo Zé"                            | 1998 | Ivete Sangalo e Marisa Orth | Brasil São Outros 500       |
| "O Amor Para Mim"                   | 1999 | — | Força de um Desejo          |
| "Machuca"                           | 1999 | — | Chiquinha Gonzaga           |
| "Suíte dos Pescadores"              | 2000 | Ivete Sangalo, Moraes Moreira e Elba Ramalho | Brasil 500 Anos             |
| "Hino Nacional Brasileiro"          | 2000 | Ivete Sangalo, Sandy & Junior, Daniel, Chitãozinho & Xororó, Moraes Moreira, Titãs, Elba Ramalho, Barão Vermelho, Elza Soares, Paulo Ricardo, Maurício Manieri, Raimundos, Fat Family, Os Paralamas do Sucesso e Ivan Lins                                              | Brasil 500 Anos             |
| "Só no Balanço do Mar"              | 2001 | — | Porto dos Milagres          |
| "Pan-Americana"                     | 2004 | Ivete Sangalo | MTV Ao Vivo: Ivete Sangalo  |
| "Pensar em Você"                    | 2005 | — | Belíssima                   |
| "Cavaleiro do Coração"              | 2006 | Gabriel Póvoas | Canta Maria                 |
| "Canta Maria"                       | 2006 | — | Canta Maria                 |
| "Alumeia"                           | 2006 | — | Canta Maria                 |
| "Protesto do Olodum"                | 2007 | Timbalada, Margareth Menezes e Tatau | Ó Paí, Ó                    |
| "Procurando a Estrela"              | 2007 | Zé Ramalho | Parceria dos Viajantes      |
| "Conmigo"                           | 2007 | Eumir Deodato | We All Love Ennio Morricone |
| "Cidade Elétrica"                   | 2008 | Claudia Leitte | Ao Vivo em Copacabana       |
| "Uma Noite e Meia"                  | 2009 | Cheiro de Amor | Cheiro de Amor Acústico     |
| "Se Você Pensa"                     | 2009 | — | Elas Cantam Roberto Carlos  |
| "Como É Grande O Meu Amor Por Você" | 2009 | Roberto Carlos, Paula Toller, Wanderléa, Daniela Mercury, Zizi Possi, Luiza Possi, Sandy, Nana Caymmi, Fafá de Belém, Fernanda Abreu, Adriana Calcanhotto, Mart'nália, Ana Carolina, Alcione, Marina Lima, Rosemary, Claudia Leitte, Celine Imbert, Hebe e Marília Pêra | Elas Cantam Roberto Carlos  |

## Videoclipes
| Título                                | Ano  | Diretor        |
| ------------------------------------- | ---- | -------------- |
| "Swing da Cor"                        | 1991 | Desconhecido   |
| "O Canto da Cidade"                   | 1992 | Patrícia Prata |
| "O Mais Belo dos Belos"               | 1992 | Patrícia Prata |
| "Você Não Entende Nada"               | 1993 | Desconhecido   |
| "Só pra te Mostrar"                   | 1993 | Desconhecido   |
| "Música de Rua"                       | 1994 | Desconhecido   |
| "O Reggae e o Mar"                    | 1994 | Danny Wolf     |
| "Se Eu Não Te Encontrasse"            | 1995 | Desconhecido   |
| "Rapunzel"                            | 1997 | Desconhecido   |
| "Nobre Vagabundo"                     | 1997 | Gringo Cardia  |
| "Feijão de Corda"                     | 1998 | Gringo Cardia  |
| "Ilê Pérola Negra (O Canto do Negro)" | 2000 | Desconhecido   |
| "Santa Helena"                        | 2000 | Desconhecido   |
| "Beat Lamento"                        | 2001 | Desconhecido   |
| "Topo do Mundo"                       | 2006 | Lírio Ferreira |
| "Quero a Felicidade"                  | 2006 | Desconhecido   |
| "É Carnaval"                          | 2010 | Desconhecido   |
| "Iluminado"                           | 2011 | Desconhecido   |
| "Santana dos Olhos D'Agua"            | 2012 | Igor Souto     |
| "Isso É pra Mim"                      | 2017 | Desconhecido   |
| "Banzeiro"                            | 2017 | Ju Bacelar     |